# 卡斯泰尔毛罗
卡斯泰尔毛罗（義大利語：Castelmauro），是意大利坎波巴索省的一个市镇。总面积43平方公里，人口1685人，人口密度39.2人/平方公里（2009年）。ISTAT代码为070015。